# Jeremy Strong (attore)
Jeremy Strong (Boston, 25 dicembre 1978) è un attore statunitense.
Ha ottenuto la fama internazionale con il ruolo di Kendall Roy nella pluripremiata serie HBO Succession (2018-2023), grazie a cui si è aggiudicato il Primetime Emmy Award per il migliore attore protagonista in una serie drammatica nel 2020 e il Golden Globe per il miglior attore in una serie drammatica nel 2021, oltre a due Screen Actors Guild Award per il miglior cast in una serie drammatica. Nel 2024 ha ricevuto il plauso della critica per la sua interpretazione dell'avvocato Roy Cohn nel film biografico The Apprentice - Alle origini di Trump, per il quale ha ottenuto la candidatura al Golden Globe, allo Screen Actors Guild Award, al Premio BAFTA e al Premio Oscar come migliore attore non protagonista.

## Biografia
Strong ha studiato presso la Yale University e ha avuto una formazione presso la Royal Academy of Dramatic Art e alla Steppenwolf Theatre Company. Ha lavorato molto in teatro; ha recitato al fianco di Frank Langella nella produzione di Broadway del 2008 di Un giorno per tutte le stagioni, è apparso in molte produzioni Off-Broadway e nel 2024 ha vinto il Tony Award per la sua interpretazione in Un nemico del popolo a Broadway.
Debutta al cinema nel 2008 con il ruolo da protagonista nel film indipendente Humboldt County. Negli anni si è distinto per vari ruoli cinematografici; ha interpretato John George Nicolay in Lincoln e Lee Harvey Oswald in Parkland. Ha recitato inoltre in film come Zero Dark Thirty, The Judge e La grande scommessa.

## Filmografia

### Cinema
- Humboldt County, regia di Darren Grodsky e Danny Jacobs (2008)
- E venne il giorno (The Happening), regia di M. Night Shyamalan (2008)
- Oltre le regole - The Messenger (The Messenger), regia di Oren Moverman (2009)
- Das Vaterspiel, regia di Michael Glawogger (2009)
- Contact High, regia di Michael Glawogger (2009)
- The Romantics, regia di Galt Niederhoffer (2010)
- Robot & Frank, regia di Jake Schreier (2012)
- See Girl Run, regia di Nate Meyer (2012)
- Lincoln, regia di Steven Spielberg (2012)
- Zero Dark Thirty, regia di Kathryn Bigelow (2012)
- Parkland, regia di Peter Landesman (2013)
- The Judge, regia di David Dobkin (2014)
- Gli invisibili (Time Out of Mind), regia di Oren Moverman (2014)
- Selma - La strada per la libertà (Selma), regia di Ava DuVernay (2014)
- Black Mass - L'ultimo gangster (Black Mass), regia di Scott Cooper (2015)
- La grande scommessa (The Big Short), regia di Adam McKay (2015)
- Detroit, regia di Kathryn Bigelow (2017)
- Molly's Game, regia di Aaron Sorkin (2017)
- Serenity - L'isola dell'inganno (Serenity), regia di Steven Knight (2019)
- The Gentlemen, regia di Guy Ritchie (2020)
- Il processo ai Chicago 7 (The Trial of the Chicago 7), regia di Aaron Sorkin (2020)
- Armageddon Time - Il tempo dell'apocalisse (Armageddon Time), regia di James Gray (2022)
- The Apprentice - Alle origini di Trump (The Apprentice), regia di Ali Abbasi (2024)
- Springsteen - Liberami dal nulla (Springsteen: Deliver Me From Nowhere), regia di Scott Cooper (2025)

### Televisione
- The Good Wife – serie TV, 5 episodi (2011-2013)
- Mob City – serie TV, 4 episodi (2013)
- Masters of Sex – serie TV, 9 episodi (2016)
- Succession – serie TV, 39 episodi (2018-2023)

## Riconoscimenti
- Premio Oscar
  - 2025 – Candidatura al miglior attore non protagonista per The Apprentice - Alle origini di Trump
- Premio Emmy
  - 2020 – Miglior attore protagonista in una serie drammatica per Succession
  - 2023 – Candidatura al miglior attore protagonista in una serie drammatica per Succession
  - 2024 – Candidatura al miglior attore protagonista in una serie drammatica per Succession
- Tony Award
  - 2024 – Miglior attore protagonista in un'opera teatrale per Un nemico del popolo
- Premio BAFTA
  - 2025 – Candidatura al miglior attore non protagonista per The Apprentice - Alle origini di Trump
- Golden Globe
  - 2022 – Miglior attore in una serie drammatica per Succession
  - 2024 – Candidatura al miglior attore in una serie drammatica per Succession
  - 2025 – Candidatura al miglior attore non protagonista per The Apprentice - Alle origini di Trump
- Screen Actors Guild Award
  - 2016 – Candidatura al miglior cast cinematografico per La grande scommessa
  - 2021 – Miglior cast cinematografico per Il processo ai Chicago 7
  - 2022 – Miglior cast in una serie drammatica per Succession
  - 2022 – Candidatura al miglior attore in una serie drammatica per Succession
  - 2024 – Miglior cast in una serie drammatica per Succession
  - 2025 – Candidatura al miglior attore non protagonista cinematografico per The Apprentice - Alle origini di Trump

### Altri premi
- Critics' Choice Awards
  - 2020 – Miglior attore in una serie drammatica per Succession
  - 2022 – Candidatura al miglior attore in una serie drammatica per Succession
  - 2024 – Candidatura al miglior attore in una serie drammatica pere Succession

## Doppiatori italiani
Nelle versioni in italiano delle opere in cui ha recitato, Jeremy Strong è stato doppiato da:
- Emiliano Coltorti in The Good Wife, Zero Dark Thirty, Masters of Sex, The Judge, La grande scommessa, Succession, Serenity - L'isola dell'inganno, The Gentlemen, Il processo ai Chicago 7
- Alessio Cigliano in E venne il giorno, Parkland
- Luigi Morville in Lincoln
- Massimiliano Virgilii ne Gli invisibili
- Mauro Gravina in Selma - La strada per la libertà
- Roberto Certomà in Detroit
- Francesco Pezzulli in Molly's Game
- Sandro Acerbo in Armageddon Time - Il tempo dell'apocalisse
- Simone D'Andrea in The Apprentice - Alle origini di Trump